# タイナ・ローレンス
タイナ・ローレンス（Tayna Lawrence、1975年9月17日 - ）は、ジャマイカの陸上選手である。スパニッシュタウン出身。
ローレンスはアメリカフロリダ州のフロリダ国際大学を卒業した。2000年シドニーオリンピックでは100メートルで銅メダル、4×100メートルリレーでも銀メダルを獲得した。その後2001年に骨折のため2001年世界陸上選手権には出場できず、また2003年には足の手術を受け、パリで開かれた2003年世界陸上選手権にも出場できなかった。しかし2004年アテネオリンピックでは、ジャマイカチームのメンバーとして4×100メートルリレーに出場し、金メダルを獲得した。
2009年12月、マリオン・ジョーンズのドーピングによりシドニー五輪100mの銅メダルが銀メダルに繰り上げとなった。

## 自己ベスト
- 2002年8月30日　100メートル　ベルギーブリュッセル　10秒93
- 2000年5月1日　 200メートル　フランスPointe-á-Pitre　    22秒84

## 主な記録
| 年   | 大会                 | 馬首                     | 結果 | 種目    |
| ---- | -------------------- | ------------------------ | ---- | ------- |
| 2000 | シドニーオリンピック | シドニー, オーストラリア | 2位  | 100 m   |
| 2000 | オリンピック         | シドニー, オーストラリア | 2位  | 4x100 m |
| 2002 | IAAF ワールドカップ  | マドリード, スペイン     | 2位  | 100 m   |
| 2002 | IAAFグランプリ       | パリ, フランス           | 3位  | 100 m   |
| 2004 | アテネオリンピック   | アテネ, ギリシャ         | 1位  | 4x100 m |